# Байрак (Полтавский район)
Байрак (укр. Байрак) — село,
Мачеховский сельский совет,
Полтавский район,
Полтавская область,
Украина.
Код КОАТУУ — 5324083202. Население по переписи 2001 года составляло 83 человека.

## Географическое положение
Село Байрак находится в 1,5 км от села Кованчик и в 2-х км от села Мачехи.
По селу протекает пересыхающий ручей с запрудой.

## История
- ? — дата основания.

## Происхождение названия
Слово байрак происходит от тюркского «балка»; так обычно называется сухой, неглубоко взрезанный овраг, зачастую зарастающий травой либо широколиственным лесом.
Слово байрак распространено на юге Европейской части СССР, в лесостепной и степной зоне. От названия «байрак» происходит название байрачных лесов, где растут обычно следующие породы деревьев — дуб, клён, вяз, ясень, липа.
На территории современной Украины имеются двенадцать сёл с названием Байрак, из них пять — в Полтавской области.